# منتخب فيتنام لكرة القدم
منتخب فيتنام الوطني لكرة القدم (بالفيتنامية: Đội tuyển bóng đá quốc gia Việt Nam)‏ هو الفريق الوطني لفيتنام الذي يمثلها في المسابقات الرسمية. ينظمه اتحاد فيتنام لكرة القدم، الذي ينتمي إلى الاتحاد الآسيوي . كان يمثل الشطرين الشمالي والجنوبي من البلاد منتخبان منفصلان إلى أن اتحدا عام 1976 .أبرز انجازات منتخب فيتنام الجنوبية هو الحصول على المركز الرابع ببطولة كأس آسيا مرتين.

## وصلات خارجية
- قائمة بيانات المنتخب من الموقع الرسمي للفيفا باللغة العربية
- الموقع الرسمي
- الموقع الرسمي
 from FIFA website